# Sylfide
Sylfider (også kaldet sylfer) er mytologiske væsener. Udtrykket stammer fra Paracelsus, der beskriver sylfider som usynlige væsner i luften, eller luft elementarvæsener. Der er ingen kendte betydelige mytologier forbundet med dem.
Mange alkymister og relaterede bevægelser, såsom Rosenkreutzerne, fortsatte i Paracelsus' fodspor, og omtalte sylfider i deres hermetiske litteraturer.
Digtet "Rape of the Lock" fra 1712, af Alexander Pope, var en parodiseret version af datidens guder og gudinder, og af de konventionelle episke fortællinger. Det var baseret på en hændelse fortalt af Popes ven, John Caryll.
Der omhandlede Arabella Fermor og hendes bejler, Lord Petre, der begge var fra aristokratiske katolske familier i England.
I Petre's begærerelse af Arabella, skar han en lok af hendes hår uden tilladelse, dette skabte et brud mellem de to familier.
Pope benyttede karakteren Belinda til at repræsentere Arabella, og introducerede et helt system af sylfider(Sylphs), skytsånder, fra jomfruer og forfængelige kvinder, der blev til sylfider, da de døde. De vogter Belinda's skønhed og fodrer hendes forfængelighed.
I Terry Brooks' "Magic Kingdom of Landover" – serie, er Willow en sylfide og hustru til hovedpersonen Ben Holiday. Hun er datter af floden Master og et træ-elementarvæsen, hvilket har givet hende bleg grønlig hud og smaragdfarvet hår. Hendes dobbelte natur afspejles i det faktum, at hun skal forvandle sig til et piletræ én gang hver 21. dag for at bevare sin livskraft.
I balletten Sylfiden bliver sylfider identificeret som feer, og middelalderlige legender fra et eventyrland, samt en forveksling med andre "luftige ånder" (f.eks i William Shakespeare's En skærsommernatsdrøm), en smuk og slank pige kan blive omtalt som en sylfide.
Sylfider er generelt et udtryk for mindre ånder, elementarvæsner, eller feer af luften. Fantasy-forfattere vil undertiden bruge sylfider i deres fiktion. Sylfider kan skabe gigantiske kunstneriske skyer i luften med deres luftige vinger.